# Тонкінська флотилія

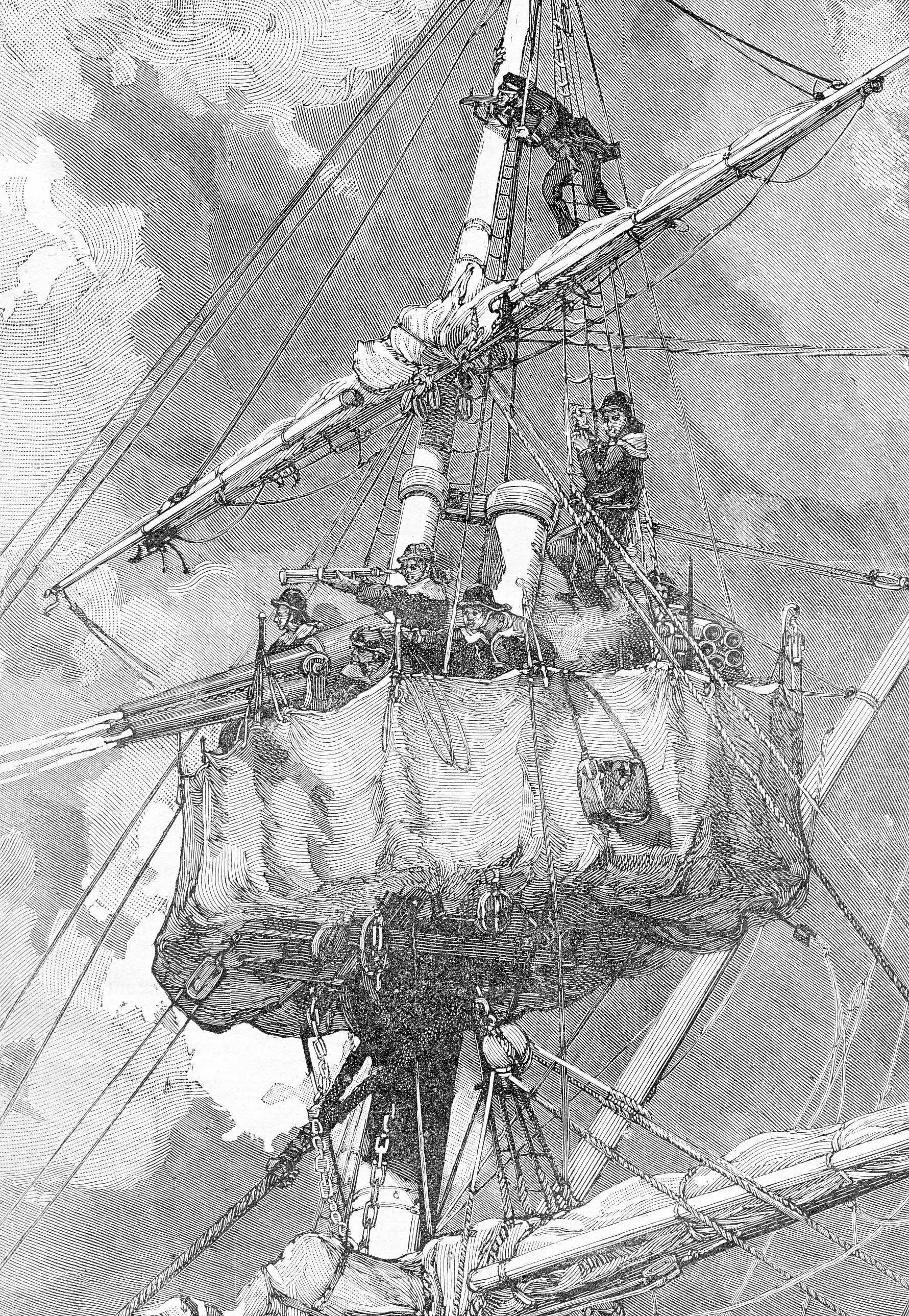
Pluvier обстрілює в'єтнамські укріплення в Намдінь зі встановленої на мачті револьверної гармати, 26 березня 1883

Тонкінська флотилія (фр. flottille de Tonkin) — група канонерських човнів та авізо, які використовувались для патрулювання річок і проток дельти Тонкіна, була створена влітку 1883 року в період неоголошених бойових дій, що передували Франко-китайській війні (серпень 1884 — квітень 1885).

## Контекст формування
У березні 1882 року, напередодні захоплення командантом Анрі Рів'єром (Henri Rivière) цитаделі Ханою, у Франції було два військово-морських з'єднання на Далекому Сході. Відповідальність за море на схід від протоки Хайнань покладалася на Далекосхідне з'єднання контр-адмірала Шарля Мейєра (Charles Meyer) (division navale de l'Extrême-Orient). Інтереси Франції в Індокитаї захищало з'єднання Кохінхіни (division navale de Cochinchine), відповідальне за моніторинг прибережного судноплавства між Сінгапуром та протокою Хайнань, а також річками Кохінхіни та Камбоджі.
Хоча кілька кораблів цього з'єднання знаходилися переважно у Кохінхіні чи Камбоджі, основна його частина знаходилися в Тонкіні, де забезпечувало право на вільну навігацію Червоною річкою, яке уряд В'єтнаму надав Франції у 1874. Під командуванням Рів'єра там знаходилися легкі фрегати Hamelin, Parseval and Antilope (останній незабаром замінили на Pluvier), важкі канонерські човни Lynx and Vipère, морехідні канонерські човни Fanfare, Léopard and Surprise, а також менші річкові канонерські човни Carabine, Éclair, Hache, Massue, Trombe та Yatagan. На важких канонерках встановлювали 4 гармати і вони мали екіпаж 77 осіб, а на менших — по дві гармати. Всі кораблі мали револьверні гармати Готчкісса на мачтах.
Після загибелі Рів'єр ва під час битви Паперового мосту (19 червня 1883), морське міністерство створило нове З'єднання Тонкінського (division navale des côtes du Tonkin) під командування адмірала Амедея Курбе, завданням якого було припинити потік зброї та боєприпасів з Китаю Армії Чорного прапора шляхом блокади Тонкінської затоки. Більші морехідні кораблі, які базувалися в Тонкіні, були направлені до нового з'єднання Курбе. Решта (переважно канонерки) були об'єднані у «Тонкінську флотилію». Початково флотилія була передана під командування бригадного генерала (général de brigade) Alexandre-Eugène Bouët (1833–87), французького вищого командувача (commandant supérieur) у Тонкіні. Оперативне командування здійснював капітана першого рангу (capitaine de vaisseau) Morel-Beaulieu.

## Склад
Спочатку Тонкінська флотилія складалася з легких фрегатів (avisos à roues) Pluvier та Alouette, морехідних канонерських човнів Fanfare, Léopard та Surprise, великих річкових канонерських човнів (avisos de flotille à roues) Éclair та Trombe, та менших річкових канонерських човнів (chaloupes-cannonières démontables) Carabine, Hache, Massue та Yatagan. Alouette зазвичай базувався у Кохінхіні і. як виглядає. не брав участь у діях флотилії в Тонкіні.
Стаціонарний понтон Tilsitt в Сайгоні та невеликі річкові канонерки Framée, Javeline та Mousqueton, які зазвичай базувалися у Кохінхіні, також передали під керівництво командувача Тонкінської флотилії.
У квітні 1884 р. В Тонкін прибули канонерські човни «Revolver» та «Mitrailleuse», які служили на Сені під час франко-прусської війни (1870–1). Два кораблі були перевезені до Тонкіна, на палубі військового транспорту «Bien Hoa», і повторний спуск на воду прибуттю в Хайфонг був технічним завданням значної складності.
У жовтні 1883 р. Адмірал Курбет попросив морське міністерство створити новий тип канонерок з невеликою осадкою, який міг би проникнути в лабіринт неглибоких припливних потоків Дельти, щоб ефективніше переслідувати загони Армії чорного прапора та піратів там. Міністерство прийняло його рекомендації та заклало два нові типи канонерок. Вісім типу «Анрі Рів'є» були розроблені та побудовані спеціально для служби у Тонкіні, тоді як більше десятка катерів типу «Аркебуз» були виготовлені для використання як у Тонкіні, так і на Мадагаскарі.
Канонерські човни першого типу були названі на честь французьких офіцерів, які загинули чи були смертельно поранені у Тонкіні: Francis Garnier, Colonel Carreau, Henri Rivière, Berthe de Villers, Jacquin та Moulun. Побудовані у Лор'яні кораблі прибули до Хайфонгу восени 1884.
Канонерки типу «Аркебуз» (Arquebuse, Alerte, Avalanche, Bourrasque, Mutine і Rafale) були направлені в Тонкін влітку 1884. Ці канонерки з двигуном у 70 кінських сил мали довжину 30 метрів і ширину 5 метрів, швидкість до 15 км/год і потребували глибини всього у півтора метра. Хоча вони могли перевозити лише 60 осіб, вони були озброєні двома 90-міліметровими гарматами та трьома револьверними гарматами Готчкісса, так що вони мали значну вогневу міць. Ще два канонерських човни цього типу Каси-tête та Estoc, приєдналися до флотилії Тонкіна на початку 1885. Вони відрізнялися від попередніх моделей наявністю двох мачт, кожна зі встановленою револьверною гарматою.
У лютому 1885 року, напередодні лангшонської кампанії, Флотилія також включила канонерки Hyène, Jaguar, Nagotna and Petit Haiphong . Флотилія також використовувала парових катерів та буксирів, які використовувались для буксирування груп джонок, завантажених людьми, боєприпасами чи продуктами харчування. Тогочасні французькі джерела згадують судна Haiphong, Pélican, Kowloon, Whampoo, Ruri Maru, Cua Cam, Cua Lac, Cua Dai, Phu Ly та Tra Ly. Так само, як французькі транспорти часто називали на честь французьких річок, ці невеликі річкові катери, як правило, називалися за протоками дельти Тонкіна.
На 1886 флотилія включала також канонерки Levrard, Bossant та Cuvellier, названі на честь трьох французьких офіцерів, які загинули у боях в Тонкіні під час франко-китайської війни.

## Операції
У канонерки Carabine, Fanfare, Hache, Pluvier, Surprise та Yatagan брав участь в експедиції Анрі Рів'єра у Намдінь у березні 1883 року і при підтримці французької атаки піхоти на оборону Намдінь на 27 березня з попередніми бомбардуваннями 26 березня.

### Боротьба з китайською армією, жовтень 1884 року
Тонкін флотилія зіграла вирішальну стратегічну роль у розгромі великого китайське вторгнення у дельту Тонкіну. В кінці вересня 1884 р. Великі загони армії Гуансі просунулися з Лангшону у долину Люк Нам. 2 жовтня французькі канонерки Hache і Massue, які патрулювали річку Люк Нам, потрапили в засідку китайської піхоти з берега річки. Третій катер, Mousqueton, прийшов на допомогу, і три французькі кораблі прорвалися вниз по течії. Хоча французи зазнали важких жертв у цій засідці (лейтенант Challier з Massue загинув, 32 моряки та солдати були поранені), армія Гуансі передчасно виявила свою присутність. Ще в Ханої генерал Луї Бріер де Ізл швидко відреагував на китайську загрозу. Французи використовували мобільність, яку надавали їхні канонерські човни для переміщення військ та припасів між Бакзяном та Лук Нам, що дозволило де Нег'єру швидко сконцентрувати свої сили та перемогти два широко відокремлених крила китайської армії Гуансі одне за одним.

### Постачання Текуангу, жовтень— листопад 1884 року

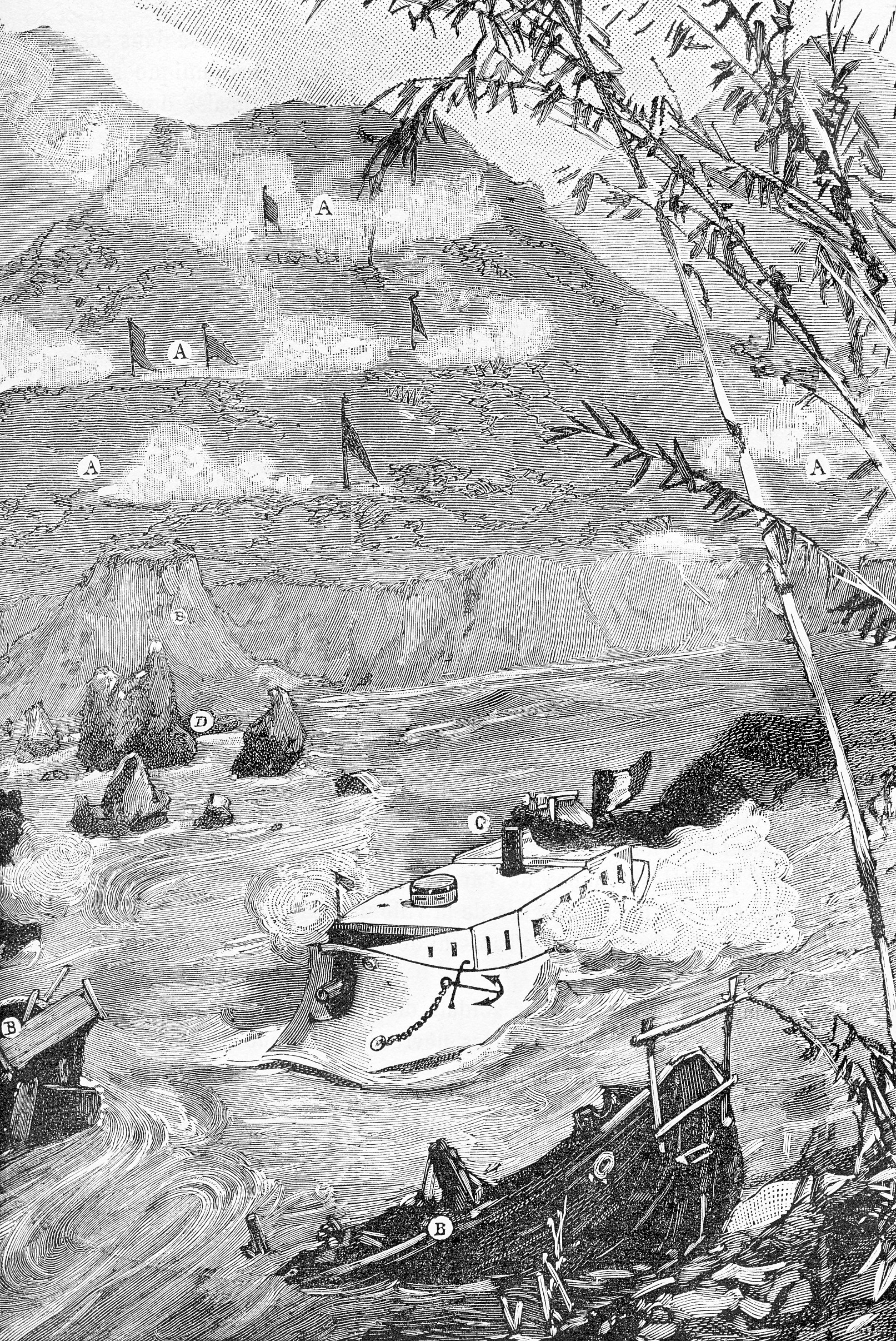
Revolver проривається через китайські загородження поблизу Yu Oc, October 1884

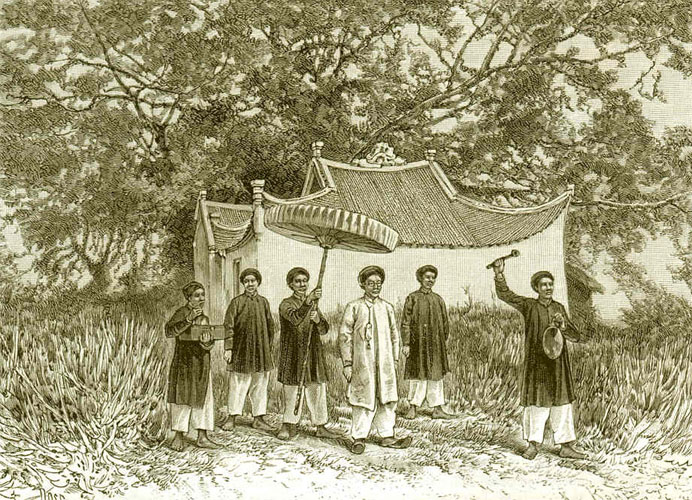
Префект Фу-Доан, 1884

Впродовж жовтня та листопада 1884 канонерки Revolver Mitrailleuse, Bourrasque, Éclair, Mutine та Trombe здійснили низку небезпечних рейсів Чистою річкою (річка Ло), забезпечуючи постачання невеликого французького гарнізону Текуангу Ці прориви були успішними, водночас французи несли під час них постійні втрати через обстріли бійців Армії Чорного прапора. В одному випадку «Revolver» мусив розвинути повну швидкість, аби пробити загородження, розміщені через Чисту річку.

### Зняття облоги з Текуангу, лютий— березень 1885 року
Флотилія Тонкіна відіграла важливу роль у знятті облоги з Текуангу г. В кінці лютого 1885 року канонерські човни Henri Rivière, Berthe de Villers, Moulun, Éclair та Trombe перевезли 2,400 солдат підполковника Лорана Джованеллі (Laurent Giovanninelli) в 1 — ї бригади з Ханоя Червоною та Чистою річками. і висадили їх на березі недалеко від французького поста Phu Doan на Чистій річці, за п'ятдесят кілометрів на південний захід від Текуангу. Водночас кораблі флотилії не змогли надати артилерійської підтримки військам через обміління Чистої річки

## Кораблі Тонкінської флотилії

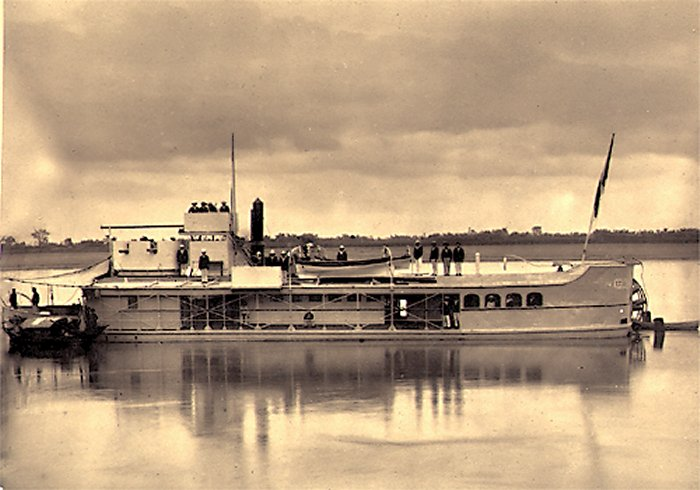
Éclair
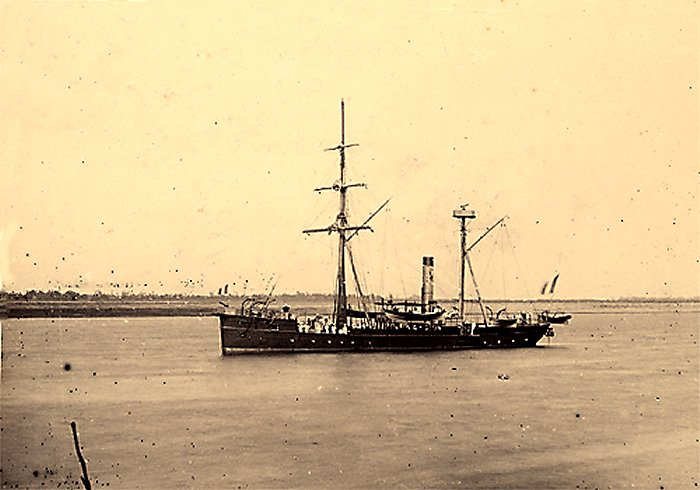
Fanfare
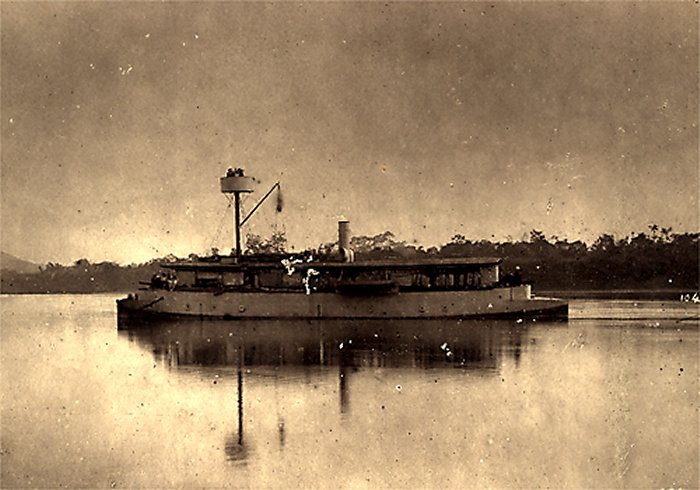
Mutine
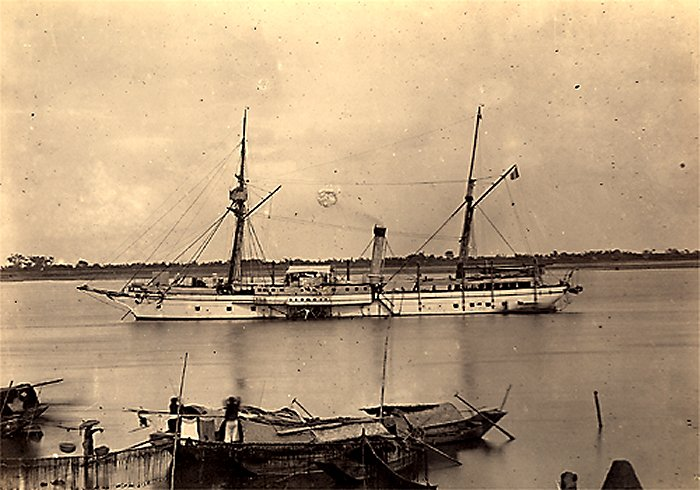
Pluvier
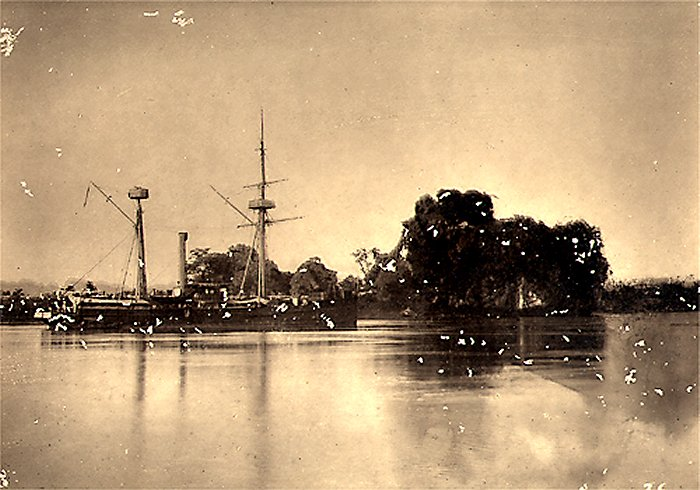
Surprise
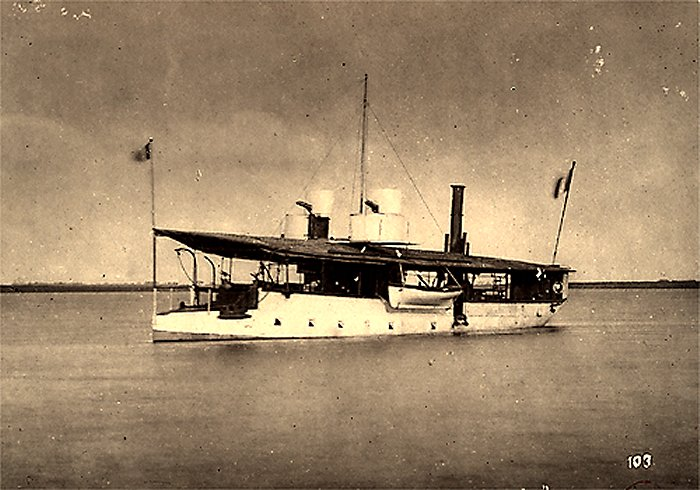
Yatagan